# Torver
Torver – wieś i civil parish w Anglii, w Kumbrii, w dystrykcie (unitary authority) Westmorland and Furness. W 2001 civil parish liczyła 135 mieszkańców. We civil parish znajduje się 10 zabytkowych budynków.